# Kościół Świętych Apostołów Piotra i Pawła w Ptaszkowie
Kościół Świętych Apostołów Piotra i Pawła w Ptaszkowie – kościół parafialny w Ptaszkowie, w województwie wielkopolskim, wpisany do rejestru zabytków. 

## Historia i architektura
Budowla w stylu neogotyckim pochodzi z 1904 i posiada wysoką wieżę o spiczastym zwieńczeniu. Wyposażenie ma cechy neoromańskie. Starsze są krucyfiks z 1530 i barokowe rzeźby patronów w ołtarzu głównym. Na zewnętrznej ścianie znajduje się tablica upamiętniająca ks. Edwarda Kundegórskiego, który zginął w KL Dachau. Na ścianie zachodniej umieszczono 3 marmurowe epitafia Żółtowskich z Ujazdu. Przy kościele rośnie dąb o obwodzie 430 cm.
Wcześniej w tzw. Małym Ptaszkowie istniały drewniane kościoły: już w 1298 wzmiankowano parafialny kościół pw. św. Piotra. Drewniane kościoły budowano z XVI wieku (z fundacji Opalińskich) i w XVIII wieku (z fundacji Ponińskich).
Do ptaszkowskiej parafii należały i należą również Woźniki, gdzie znajduje się klasztor franciszkanów.

## Galeria

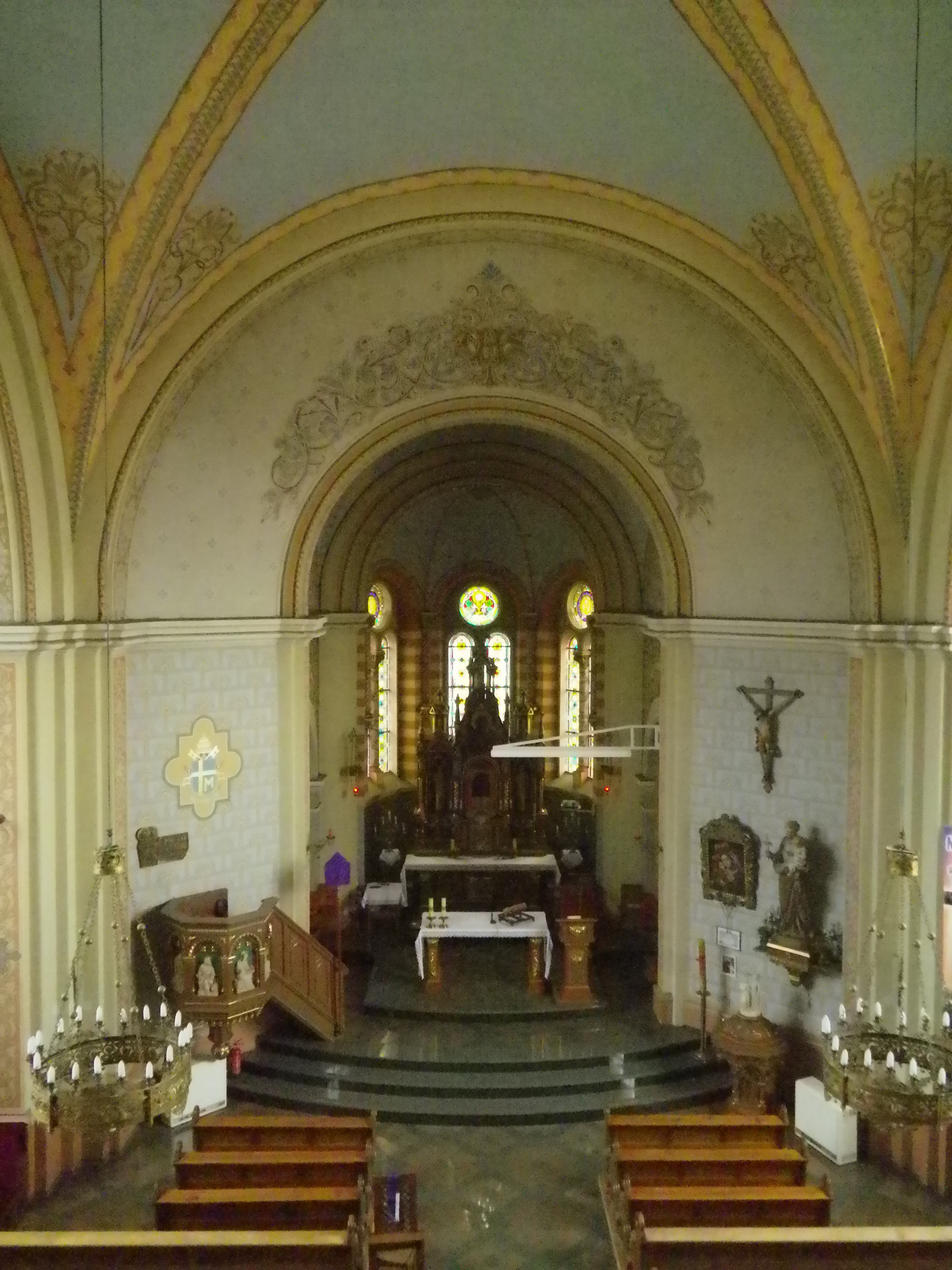
Wnętrze
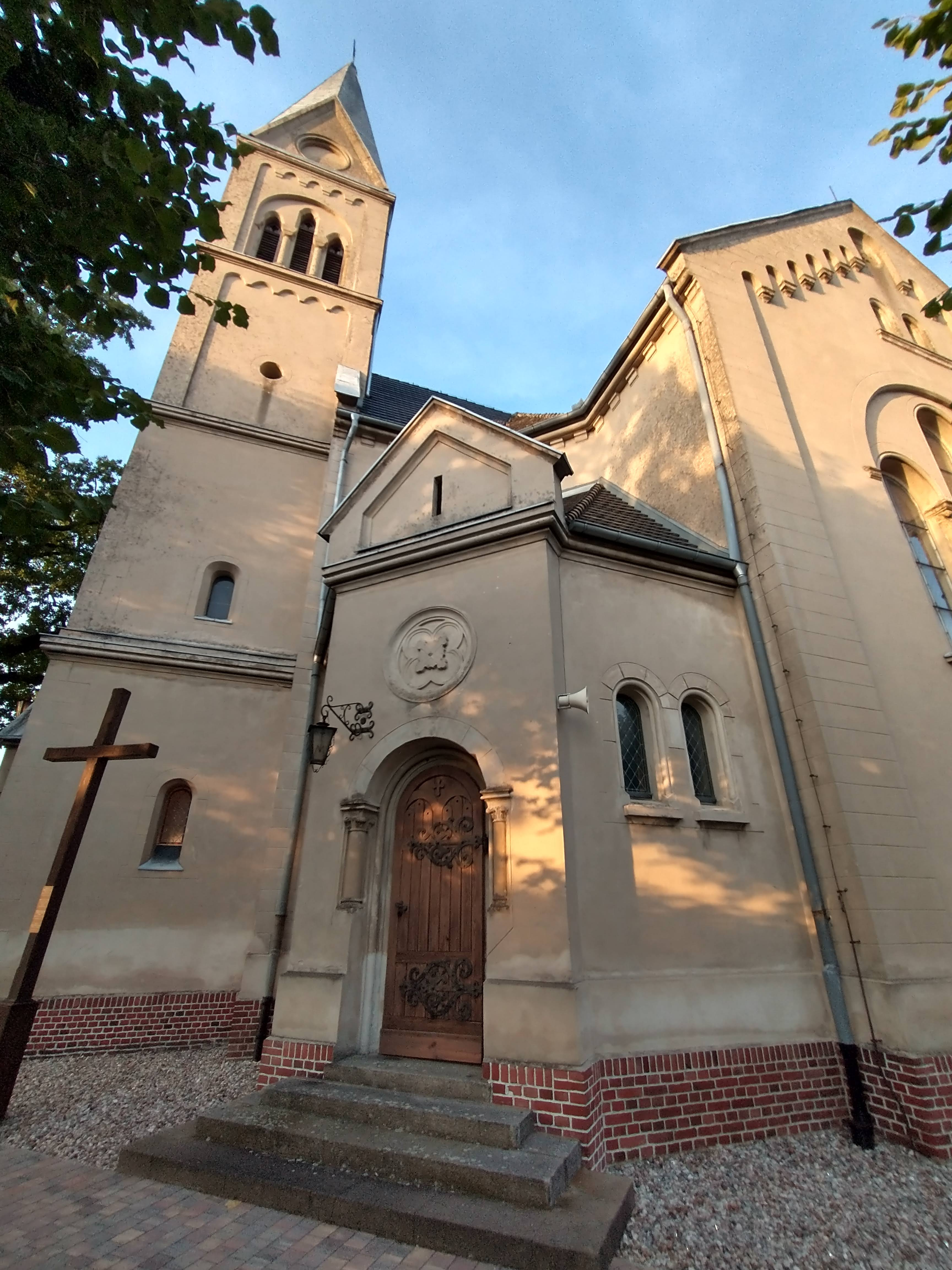
Wieża
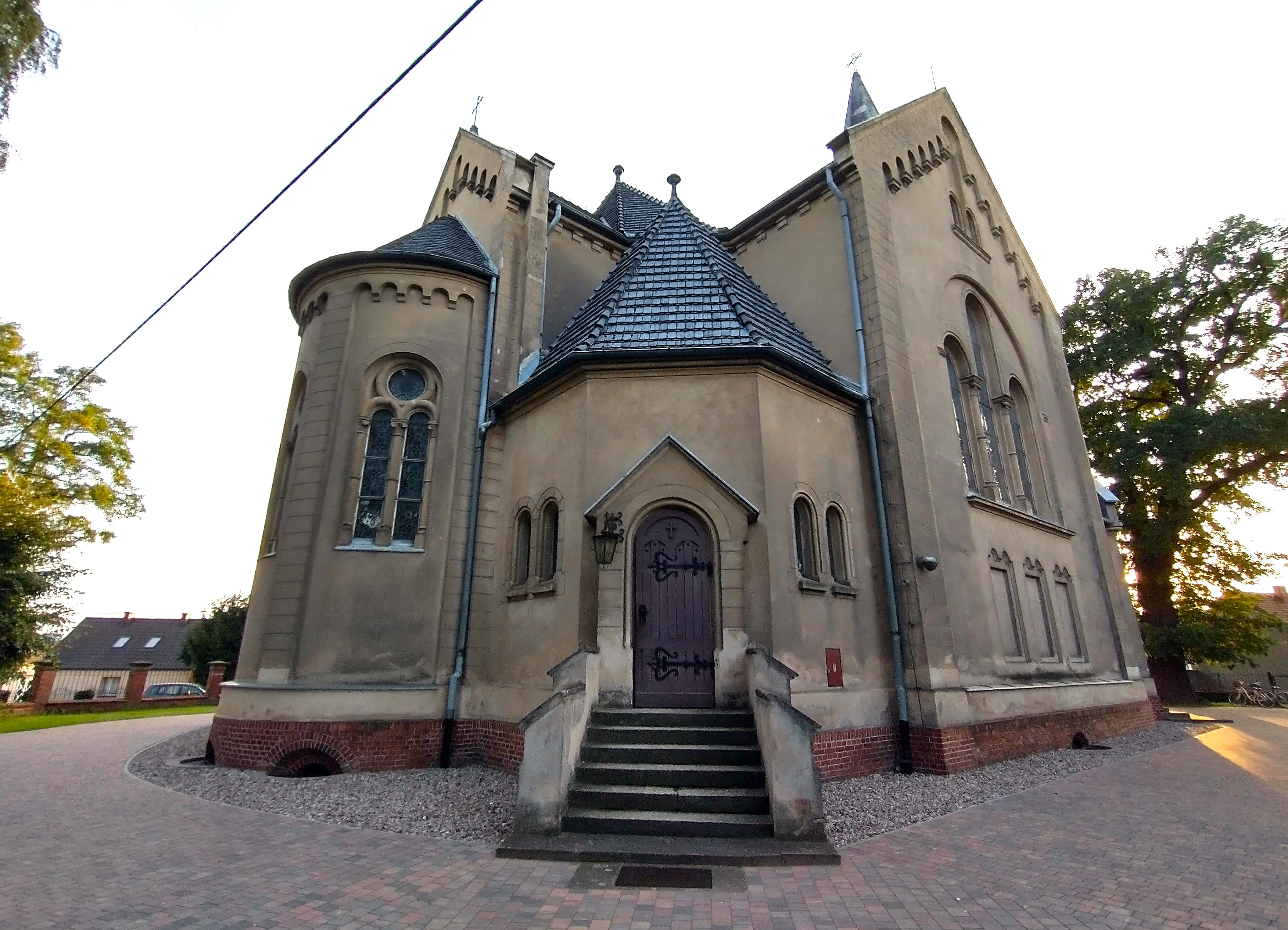
Zakrystia
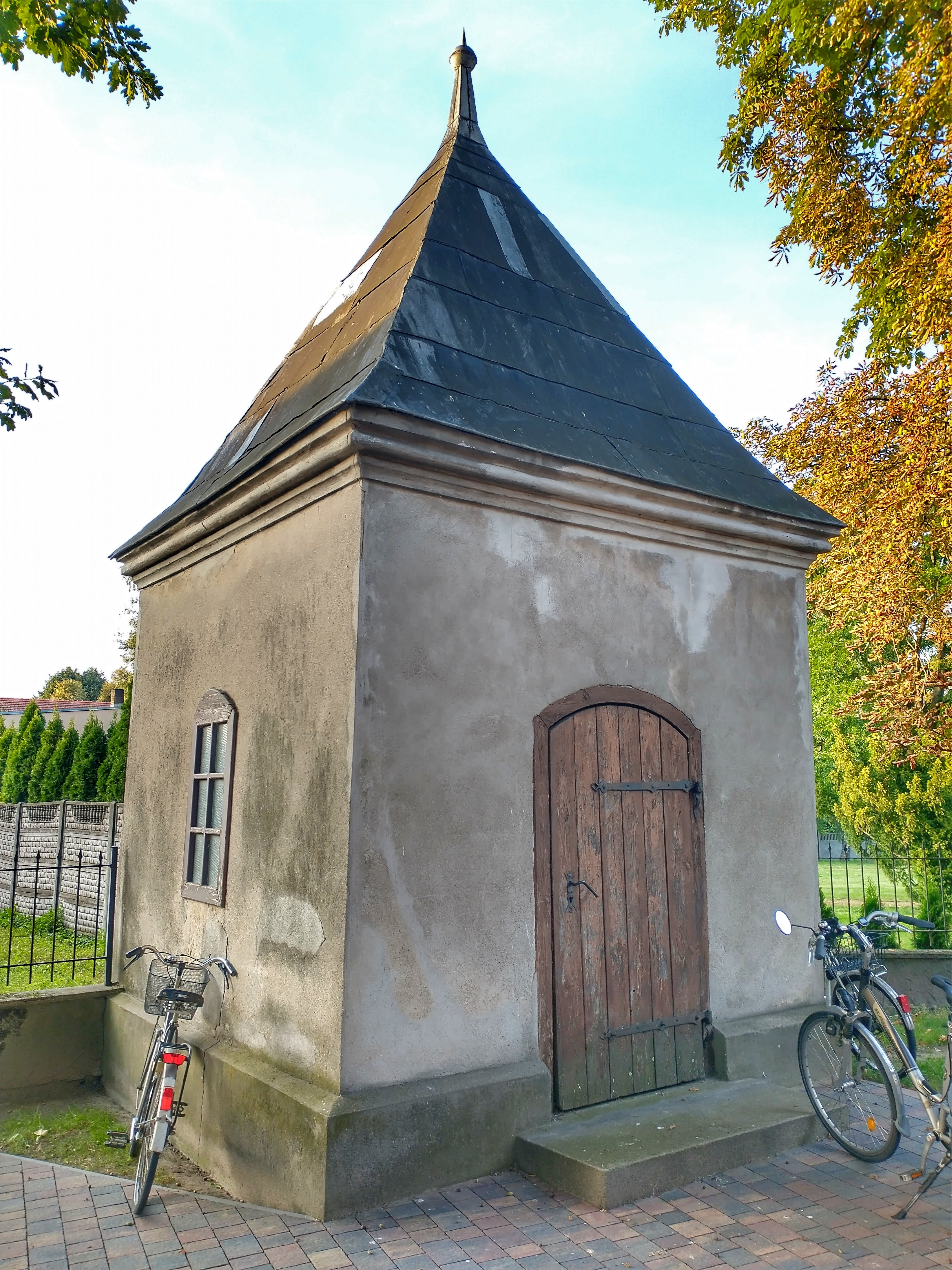
Kaplica